# Мішель Симон
Міше́ль Симо́н (фр. Michel Simon; 9 квітня 1895, Женева, Швейцарія — 30 травня 1975, Франція) — швейцарський і французький актор театру і кіно.

## Біографія
Мішель Симон народився в Женеві (Швейцарія) в родині м'ясника. На початку Першої світової війни призваний до швейцарської армії, але був демобілізований через туберкульоз і непокору. Він був боксером, фотографом, правим анархістом, різноробом на будівництві… Нарешті Мішель прийшов працювати в театр у Женеві в 1920 році. Його популярність зростала, і незабаром він вирішив перебратися до Парижа в 1923 році. А два роки по тому він дебютував у кіно. Коли з'явився звук, Симон став одним із видатних акторів Франції, грав ролі у фільмах Жана Ренуара («Сука», «Буду рятує покоління»), Жана Віго («Аталанта») і Марселя Карне («Набережна туманів»). У 1950-х він знімався не так часто, частково через нещасний випадок, внаслідок чого у Симона паралізувало частину обличчя й тіла. Попри це він і далі грав до самої смерті в 1975 році.

## Нагороди
Приз за найкращу чоловічу роль («Срібний ведмідь») на Берлінському кінофестивалі 1967 року за фільм «Старий і хлопчик» (режисер Клод Беррі).

## Фільмографія
За час своєї акторської кар'єри Мішель Симон знявся у 110 кінофільмах
| Рік  |   | Українська назва               | Оригінальна назва                                        | Роль                                   |
| ---- | - | ------------------------------ | -------------------------------------------------------- | -------------------------------------- |
| 1924 | ф | Галерея монстрів               | La galerie des monstres                                  |                                        |
| 1925 | ф | Покликання Андре Кареля        | La vocation d'André Carel                                | Гастон Лебе                            |
| 1926 | ф | Шестиденна незнайомка          | L'inconnue des six jours                                 | камердинер                             |
| 1926 | ф | Заповіт Матіаса Паскаля        | Feu Mathias Pascal                                       | Жером Поміно                           |
| 1927 | ф | Казанова                       | Casanova                                                 | помічник Менуччі                       |
| 1928 | ф | Стріляй з флангу               | Tire au flanc                                            | Жозеф Турло, слуга                     |
| 1928 | ф | Страсті Жанни д'Арк            | La passion de Jeanne d'Arc                               |                                        |
| 1930 | ф | Дитя любові                    | L'enfant de l'amour                                      | Лоредан                                |
| 1931 | ф | Сука                           | La chienne                                               | Моріс Легран                           |
| 1931 | ф | Дитині дають проносне          | On purge bébé                                            | Шулю                                   |
| 1931 | ф | Жан з Місяця                   | Jean de la Lune                                          | Кло-Кло                                |
| 1932 | ф | Будю, врятований з води        | Boudu sauvé des eaux                                     | Будю                                   |
| 1933 | ф | Коханий Леопольд               | Léopold le bien-aimé                                     | мосьє Понс                             |
| 1933 | ф | Зверху вниз                    | Du haut en bas                                           | мосьє Боделез                          |
| 1934 | ф | Щастя                          | Le bonheur                                               | Ноель Мальпіаз                         |
| 1934 | ф | Аталанта                       | L'atalante                                               | Жульс                                  |
| 1934 | ф | Озеро дам                      | Lac aux dames                                            | Оскар Ліссенгоп                        |
| 1934 | ф | Мікетта та її мати             | Miquette et sa mère                                      | Моншаблон                              |
| 1934 | ф | Адемай в середньому віці       | Adémaï au moyen âge                                      | лорд Піквікдем                         |
| 1935 | ф | Дитина ескадрону               | Le bébé de l'escadron                                    | Перро-Жолі                             |
| 1935 | ф | Коханці і злодії               | Amants et voleurs                                        | Дуазу                                  |
| 1936 | ф | Мутоне                         | Moutonnet                                                | Фрешевіль                              |
| 1936 | ф | Дівчата Парижу                 | Jeunes filles de Paris                                   | барон Бупуаль                          |
| 1936 | ф | Мрець втік                     | Le mort en fuite                                         | Ашіль Балуше                           |
| 1936 | ф | Очима Заходу                   | Sous les yeux d'occident                                 | Леспара                                |
| 1936 | ф | Помріємо...                    | Faisons un rêve...                                       | гість                                  |
| 1936 | ф | Близнюки Брайтона              | Les jumeaux de Brighton                                  | Лябросс                                |
| 1937 | ф | Шок після повернення           | Le choc en retour                                        | Лавердак                               |
| 1937 | ф | Міражі                         | Mirages                                                  | Мішель                                 |
| 1937 | ф | Вогняний поцілунок Неаполя     | Naples au baiser de feu                                  | Мішель                                 |
| 1937 | ф | Забавна драма                  | Drôle de drame ou L'étrange aventure du Docteur Molyneux | Ірвін Моліне / Фелікс Шапель           |
| 1937 | ф | Мовчазна битва                 | La bataille silencieuse                                  | Сова                                   |
| 1937 | ф | Ремесло авіатора               | Boulot aviateur                                          | барон Гобеш                            |
| 1938 | ф | Жар у грудях                   | La chaleur du sein                                       | Мішель Керсі                           |
| 1938 | ф | Прекрасна зірка                | Belle étoile                                             | Леон                                   |
| 1938 | ф | Струмок                        | Le ruisseau                                              | граф де Бургонь на прізвисько «Равлик» |
| 1938 | ф | Набережна туманів              | Le quai des brumes                                       | Забель                                 |
| 1938 | ф | Зниклі із Сен-Ажіля            | Les disparus de St. Agil                                 | Лемель                                 |
| 1939 | ф | Пом'якшувальні обставини       | Circonstances atténuantes                                | мосьє Гаетан ле Сентесьє, «Вирок»      |
| 1939 | ф | Наліт                          | Fric-Frac                                                | Джо                                    |
| 1939 | ф | Останній поворот               | Le dernier tournant                                      | Нік Маріно                             |
| 1939 | ф | За фасадом                     | Derrière la façade                                       | Пікін                                  |
| 1939 | ф | Кінець дня                     | La fin du jour                                           | Кабріссад                              |
| 1939 | ф | Есеб-депутат                   | Eusèbe député                                            | Євсевій Бонбону                        |
| 1939 | ф | Кокосовий горіх                | Noix de coco                                             | Жоссеран                               |
| 1940 | ф | Комедія щастя                  | La comédie du bonheur                                    | мосьє Журдан                           |
| 1940 | ф | Ось і щастя                    | Ecco la felicità                                         | Джамбатіста Джордано                   |
| 1940 | ф | Небесні музиканти              | Les musiciens du ciel                                    | капітан Сімон                          |
| 1940 | ф | Париж-Нью-Йорк                 | Paris New-York                                           | інспектор Бужерон                      |
| 1940 | ф | Кавалькада кохання             | Cavalcade d'amour                                        | Діоген, монсеньйор де Бопре та Лякур   |
| 1941 | ф | Король бавиться                | Il Re si diverte                                         | Ріголетто                              |
| 1941 | ф | Флорія Тоска                   | Tosca                                                    | барон Скарпіа                          |
| 1942 | ф | Леді Запад                     | Una signora dell'ovest                                   | Батлер / Каррас                        |
| 1943 | ф | На щастя дамам                 | Au bonheur des dames                                     | Бодю                                   |
| 1944 | ф | Вотрен                         | Vautrin                                                  | Вотрен                                 |
| 1946 | ф | Друг прийде сьогодні увечері   | ...Un ami viendra ce soir...                             | Мішель Лемаре                          |
| 1946 | ф | Паніка                         | Panique                                                  | мосьє Ір                               |
| 1947 | ф | Закохані з мосту Сен-Жан       | Les amants du pont Saint-Jean                            | Гаронн                                 |
| 1947 | ф | Не винен                       | Non coupable                                             | доктор Мішель Анселен                  |
| 1947 | ф | Таверна «Риба у короні»        | La taverne du poisson couronné                           | капітан Пальмер                        |
| 1948 | ф | Скелет і Скручена шия          | La carcasse et le tord-cou                               | Le tord-cou                            |
| 1949 | ф | Краса диявола                  | La beauté du diable                                      | Мефістофель / Фауст                    |
| 1949 | ф | Фабіола                        | Fabiola                                                  | Фабій Север                            |
| 1951 | ф | Дві істини                     | Le due verità                                            | Сідоні                                 |
| 1951 | ф | Отрута                         | La Poison                                                | Поль Браконьє                          |
| 1952 | ф | Шлях у Дамаск                  | Le chemin de Damas                                       | Каяфа                                  |
| 1952 | ф | Червона завіса                 | Le rideau rouge                                          | Берталь / Банко                        |
| 1952 | ф | Дівчина з батогом              | La fille au fouet                                        | опікун Ангеліни                        |
| 1952 | ф | Секрет гірського озера         | Das Geheimnis vom Bergsee                                | бургомістр                             |
| 1952 | ф | Три тузи                       | Brelan d'as                                              | комісар Жуль Мегре                     |
| 1952 | ф | Пан Таксі                      | Monsieur Taxi                                            | П'єр Верже                             |
| 1953 | ф | Сааді                          | Saadia                                                   | Бу Рецца                               |
| 1953 | ф | Жінки Парижу                   | Femmes de Paris                                          | професор Шарль Бюссон                  |
| 1953 | ф | Життя порядної людини          | La vie d'un honnête homme                                | Альбер і Ален Менар-Лакост             |
| 1953 | ф | Венеційський купець            | Le marchand de Venise                                    | Шейлок                                 |
| 1954 | ф | За указом царя                 | Par ordre du tsar                                        | Князь Вітгенштейн-Сайн                 |
| 1954 | ф | Угорська рапсодія              | Ungarische Rhapsodie                                     | генерал фон Сайн-Вітгенштейн           |
| 1954 | ф | Наші часи                      | Tempi nostri                                             | Кюре                                   |
| 1954 | ф | Дивне бажання пана Барда       | L'étrange désir de Monsieur Bard                         | Огюст Бард                             |
| 1955 | ф | Нестерпний пан Базіка          | L'impossible Monsieur Pipelet                            | Моріс Мартен                           |
| 1956 | ф | Весела в'язниця                | La joyeuse prison                                        | Бенуа                                  |
| 1956 | ф | Спогади поліцейського          | Mémoires d'un flic                                       | комісар Анрі Домінік                   |
| 1957 | ф | Троє — це пара                 | Les 3 font la paire                                      | Бернар                                 |
| 1958 | ф | Це сталося при світлі дня      | Es geschah am hellichten Tag                             | Жак'є                                  |
| 1958 | ф | Особливий мосьє Жо             | Un certain Monsieur Jo                                   | Жозеф «Жо» Гуардіні                    |
| 1959 | ф | Голі і Сатана                  | Die Nackte und der Satan                                 | доктор Абель                           |
| 1960 | ф | Ніжний П'єро                   | Pierrot la tendresse                                     | П'єро                                  |
| 1960 | ф | Простодушний                   | Candide ou l'optimisme au XXe siècle                     | полковник резерву Нанар                |
| 1960 | ф | Аустерліц                      | Austerlitz                                               | Альбуаз                                |
| 1962 | ф | Диявол і десять заповідей      | Le diable et les dix commandements                       | Жером Шамбар                           |
| 1962 | ф | Човен Еміля                    | Le bateau d'Émile                                        | Шарль-Едмон Лармонтьєль                |
| 1963 | ф | Нічний світ №3                 | Il mondo di notte numero 3                               |                                        |
| 1964 | ф | Сірано і д'Артаньян            | Cyrano et d'Artagnan                                     | Мов'єр                                 |
| 1964 | ф | Поїзд                          | The Train                                                | тато Буль, інженер                     |
| 1966 | ф | Дві години на вбивство         | Deux heures à tuer                                       | співробітник набору                    |
| 1967 | ф | Ох вже цей дід!                | Ce sacré grand-père                                      | Жеріко                                 |
| 1967 | ф | Старий і хлопчик               | Le vieil homme et l'enfant                               | Пепе                                   |
| 1970 | ф | Будинок                        | La maison                                                | Луї Компьень                           |
| 1970 | ф | Загальне повстання             | Contestazione generale                                   | Кавацца                                |
| 1971 | ф | Бланш                          | Blanche                                                  | барон                                  |
| 1972 | ф | Найкрасивіша ніч в моєму житті | La più bella serata della mia vita                       | адвокат Зорн                           |
| 1975 | ф | Червоний ібіс                  | L'Ibis rouge                                             | Зізі                                   |
| 1975 | ф | М'ясник, зірка і сирота        | Le boucher, la star et l'orpheline                       | еротолог                               |